# Placówka Straży Celnej „Strzebielino”

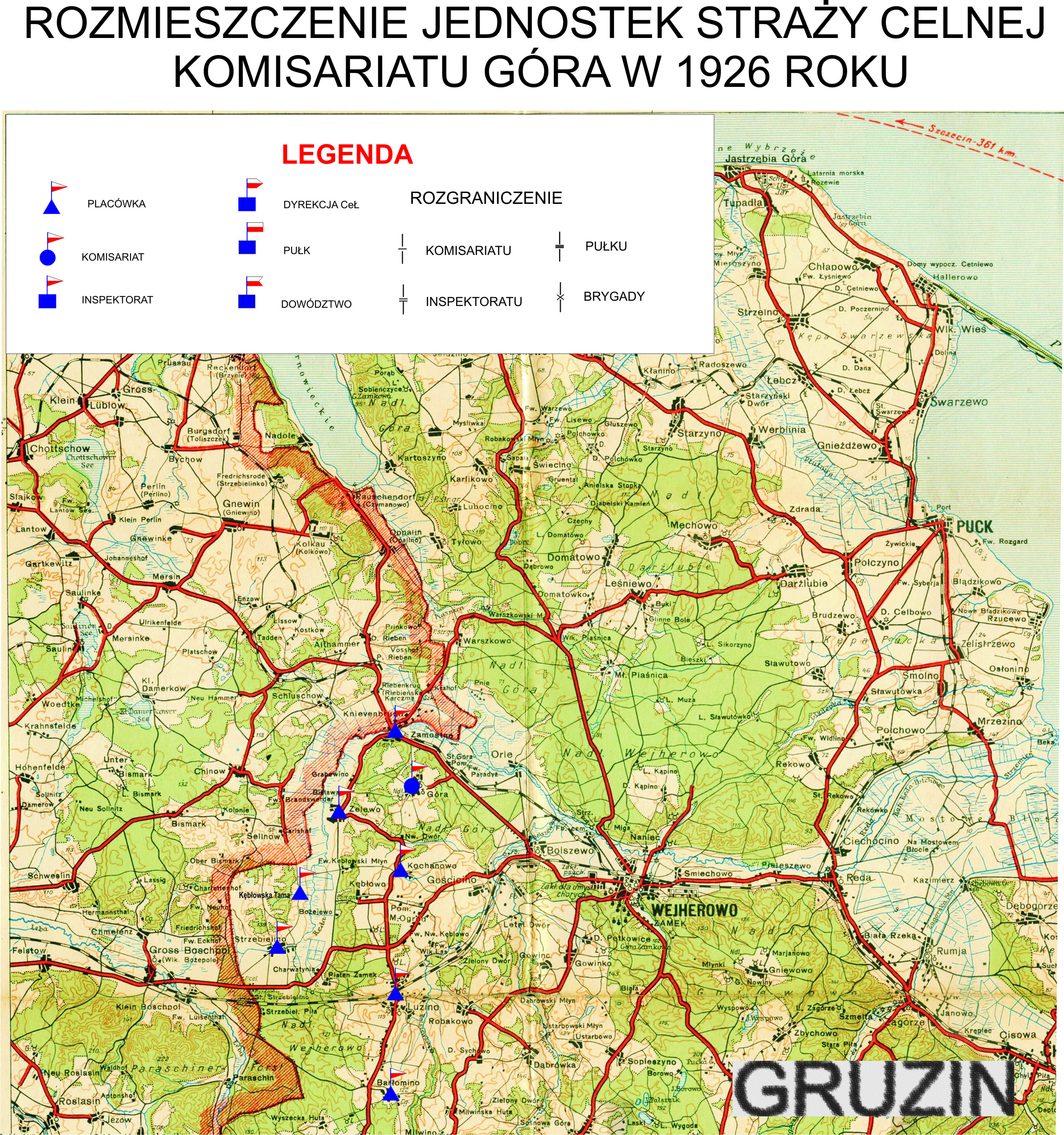
Komisariat SC Góra

Placówka Straży Celnej „Strzebielino” – jednostka organizacyjna Straży Celnej pełniąca w okresie międzywojennym służbę ochronną na granicy polsko-niemieckiej.

## Formowanie i zmiany organizacyjne
Na wniosek Ministerstwa Skarbu, uchwałą z 10 marca 1920 roku, powołano do życia Straż Celną. Od połowy 1921 roku jednostki Straży Celnej rozpoczęły przejmowanie odcinków granicy od pododdziałów Batalionów Celnych. W 1921 roku w Linii stacjonował sztab 2 kompanii 3 batalionu celnego. 2 kompania celna wystawiła między innymi placówkę w Strzebielinie. W 1921 roku w Górze stacjonował sztab 4 kompanii 19 batalionu celnego. 4 kompania celna wystawiła między innymi placówkę w Strzebielinie. W 1922 roku w Linii stacjonował sztab 1 kompanii 17 batalionu celnego. 1 kompania celna wystawiła między innymi placówkę w Strzebielinie. Proces tworzenia Straży Celnej trwał do końca 1922 roku. Placówka Straży Celnej „Strzebielino” weszła w podporządkowanie komisariatu Straży Celnej „Góra” z Inspektoratu SC „Wejherowo”.
W drugiej połowie 1927 roku przystąpiono do gruntownej reorganizacji Straży Celnej. W praktyce skutkowało to rozwiązaniem tej formacji granicznej. Ochronę północnej, zachodniej i południowej granicy państwa przejęła powołana z dniem 2 kwietnia 1928 roku Straż Graniczna.
Rozkazem nr 2 z 19 kwietnia 1928 roku w sprawie organizacji Pomorskiego Inspektoratu Okręgowego dowódca Straży Granicznej gen. bryg. Stefan Pasławski określił strukturę organizacyjną komisariatu SG „Wejherowo”. Placówka Straży Granicznej I linii „Strzebielino” znalazła się w jego strukturze.

## Służba graniczna
Sąsiednie placówki
- placówka Straży Celnej „Kębłowska Tama” ⇔ placówka Straży Celnej „Luzino” – 1926[11]

## Funkcjonariusze placówki
Kierownicy placówki
| stopień          | imię i nazwisko, numer      | okres pełnienia służby | kolejne stanowisko |
| ---------------- | --------------------------- | ---------------------- | ------------------ |
| starszy strażnik | Stanisław Pietruszka (2070) | był w 1926             |                    |

Obsada personalna placówki w 1926:
- starszy strażnik Stanisław Pietruszka (2070)
- strażnik Józef Miśkowiak (739)
- strażnik Bolesław Kempczyński (955)
- strażnik Jan Grzesiak (527)
- strażnik Jan Mrug (712)
- strażnik Józef Hinc (553)
- strażnik Adam Spychaj (811)
- strażnik Franciszek Chyła (592)
- strażnik Antoni Piotrowicz (2638)
- strażnik Franciszek Kwidziński (2263)
- strażnik Marcin Staniszewski (3225)
- strażnik Wincenty Raca (3215)